# Fontaine du Roi René

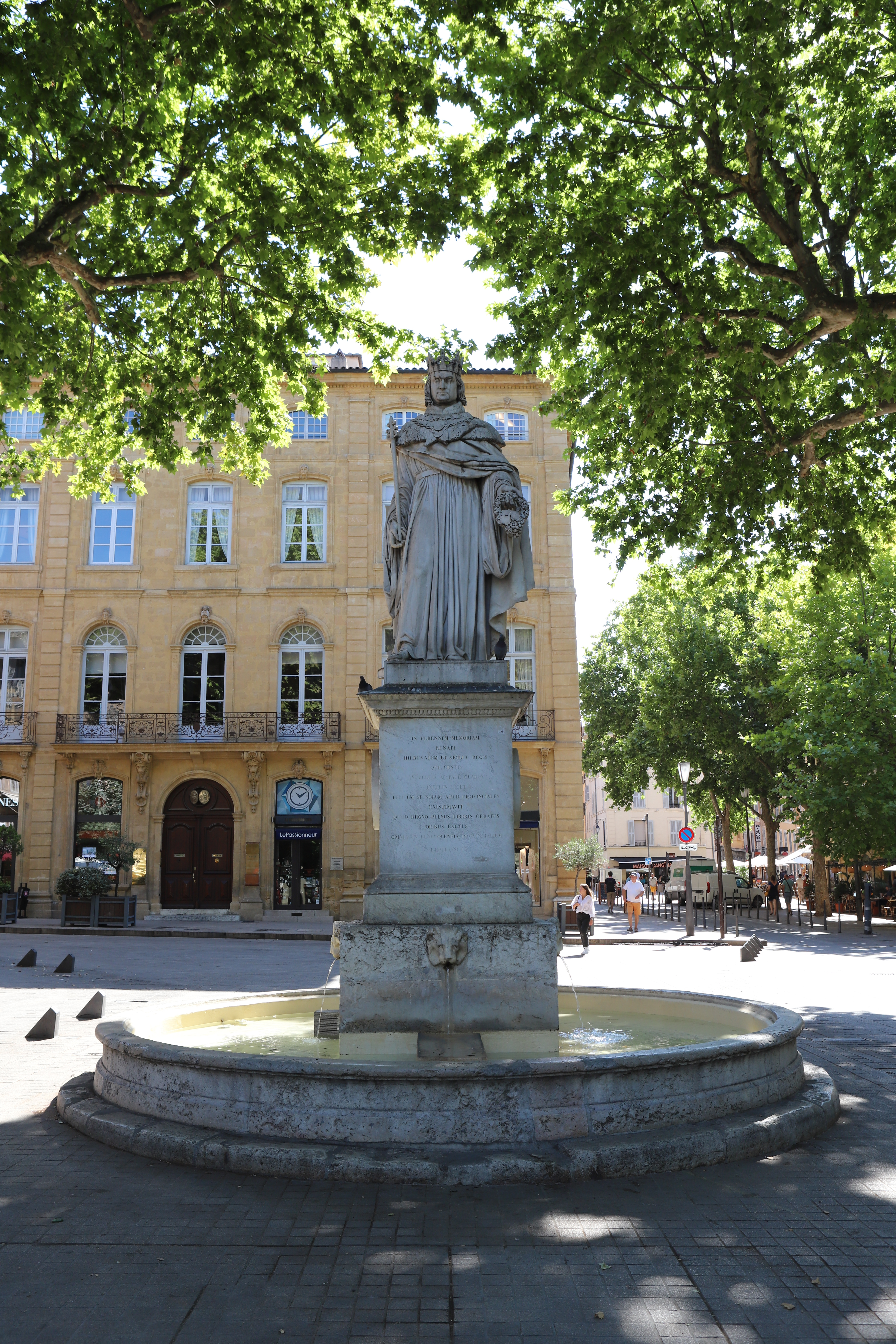
Fontaine du Roi René vor dem Hôtel du Poët in Aix-en-Provence

Die Fontaine du Roi René ist ein Brunnen, der sich am Ostende des Cours Mirabeau in der südfranzösischen Stadt Aix-en-Provence vor dem Hôtel du Poët, einem Hôtel particulier, befindet.

## Geschichte
Im Jahr 1819 wurde mit den Arbeiten zum Bau des Brunnens begonnen. An dieser Stelle befand sich ehemals ein pyramidenförmiger Brunnen, der während der Französischen Revolution zerstört wurde. In der Mitte des neu errichteten Brunnens steht eine mächtige Statue, die König René I. d’Anjou darstellt, der 1480 in Aix-en-Provence starb. 1823 wurde die Brunnenanlage von der Herzogin von Angoulême eingeweiht. Zum 600. Jahrestag der Geburt von König René im Jahr 2009 wurde der Brunnen von Grund auf restauriert und als historisches Denkmal geschützt.

## Beschreibung
In der Mitte des kreisrunden Beckens befindet sich ein quadratischer Sockel aus weißem Marmor, der die ebenfalls aus weißem Marmor hergestellte, 6,6 Tonnen schwere Statue des Königs René I. d’Anjou trägt. Die Brunnenanlage wurde von dem französischen Architekten Pierre Revoil entworfen, die Statue von dem Bildhauer Pierre Jean David d’Angers gefertigt. Der König hält in der rechten Hand ein Zepter, in der linken eine Muskateller-Weintraube, eine Traubensorte, die er in der Provence anbauen ließ. Auf dem Kopf trägt er die Krone der Grafen der Provence. An den Seiten des Sockels sind Medaillons angebracht, die Jean Matheron de Salignac, einen Minister des Königs, sowie Palamède de Forbin, den damaligen Gouverneur und Generalleutnant der Provence, darstellen. Der Brunnen wird aus steinernen, wasserspeienden Löwenköpfen, die sich an den Seiten des Sockels befinden, gespeist.

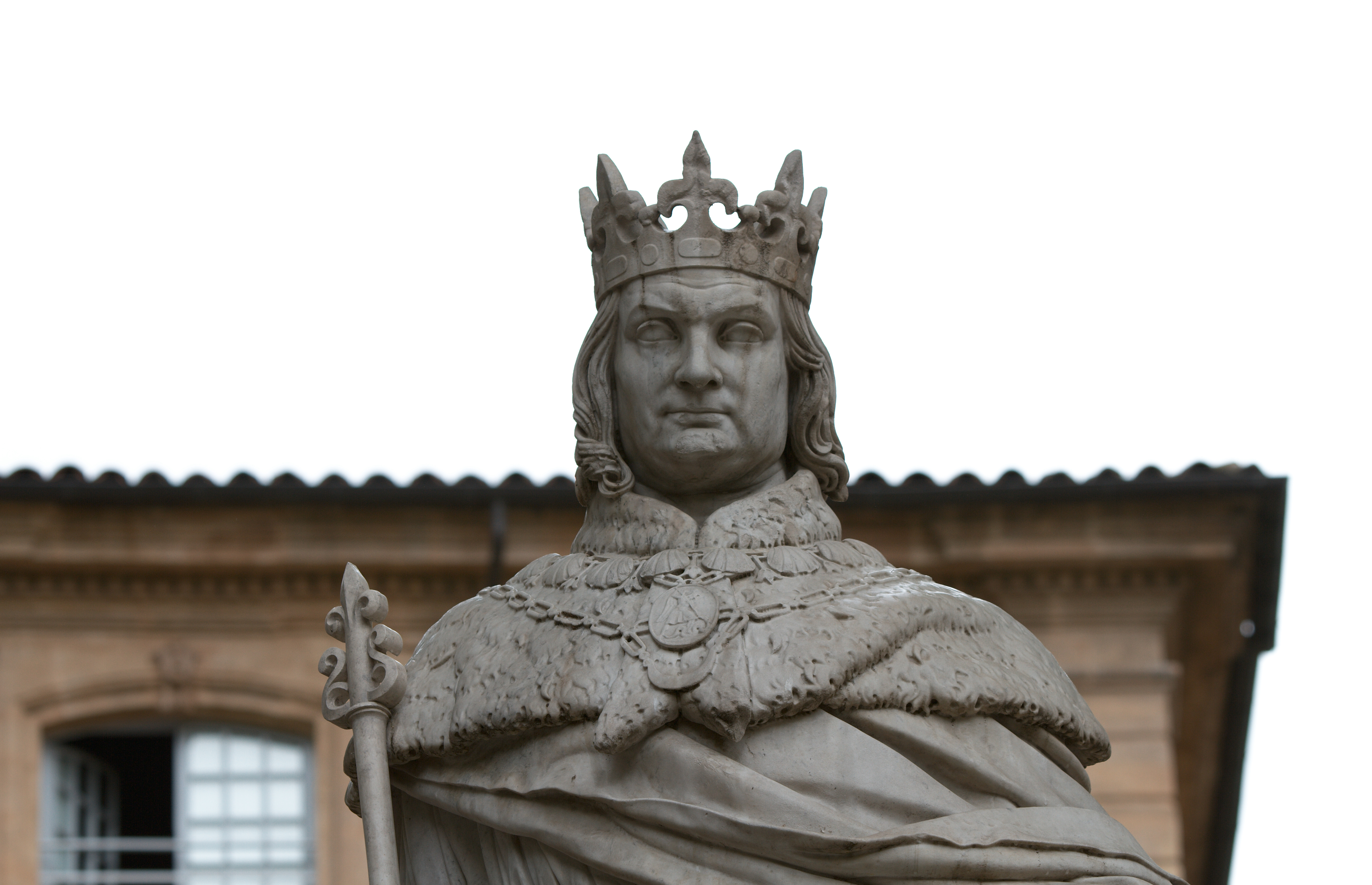
Kopf des Königs
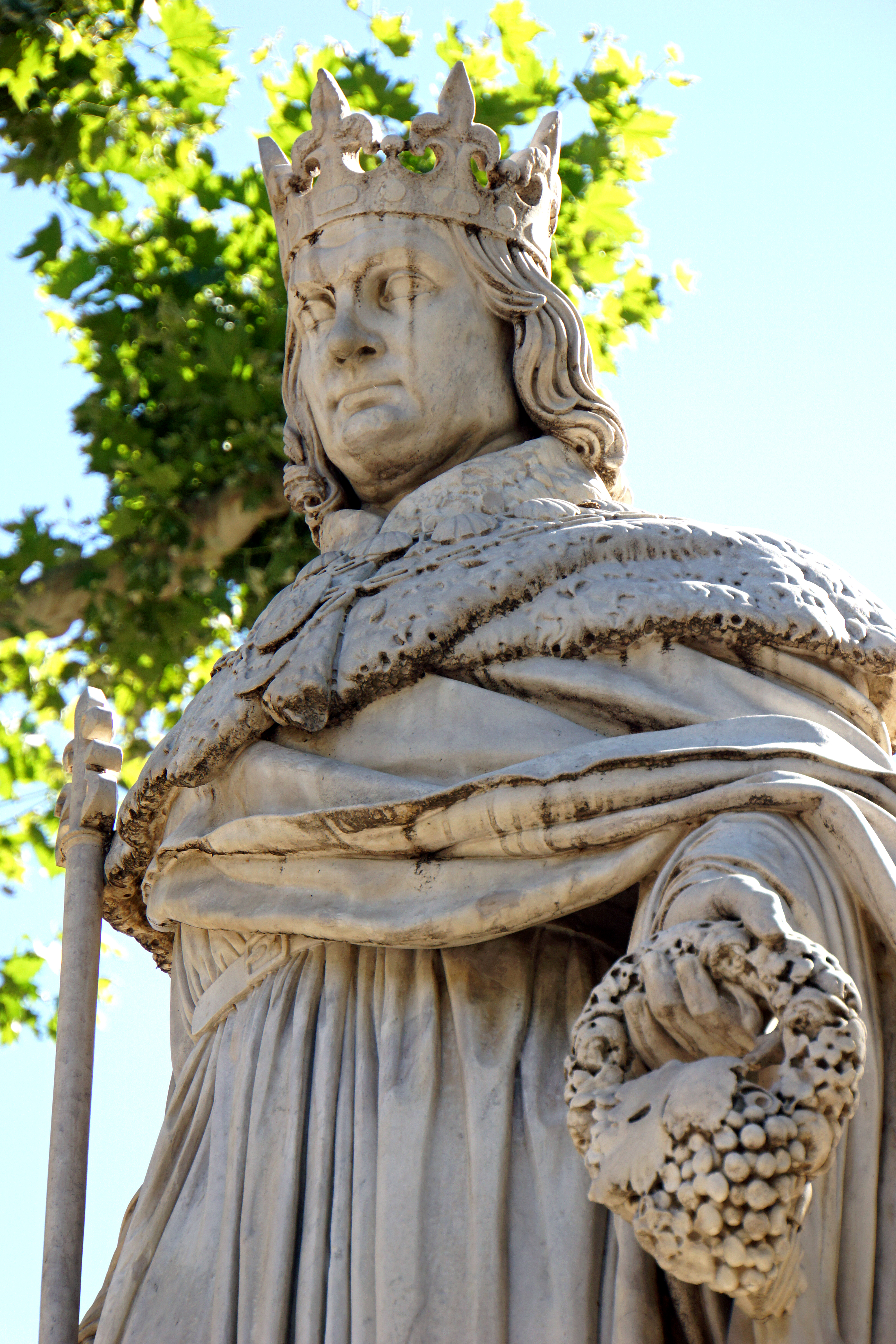
Muskateller-Weintraube
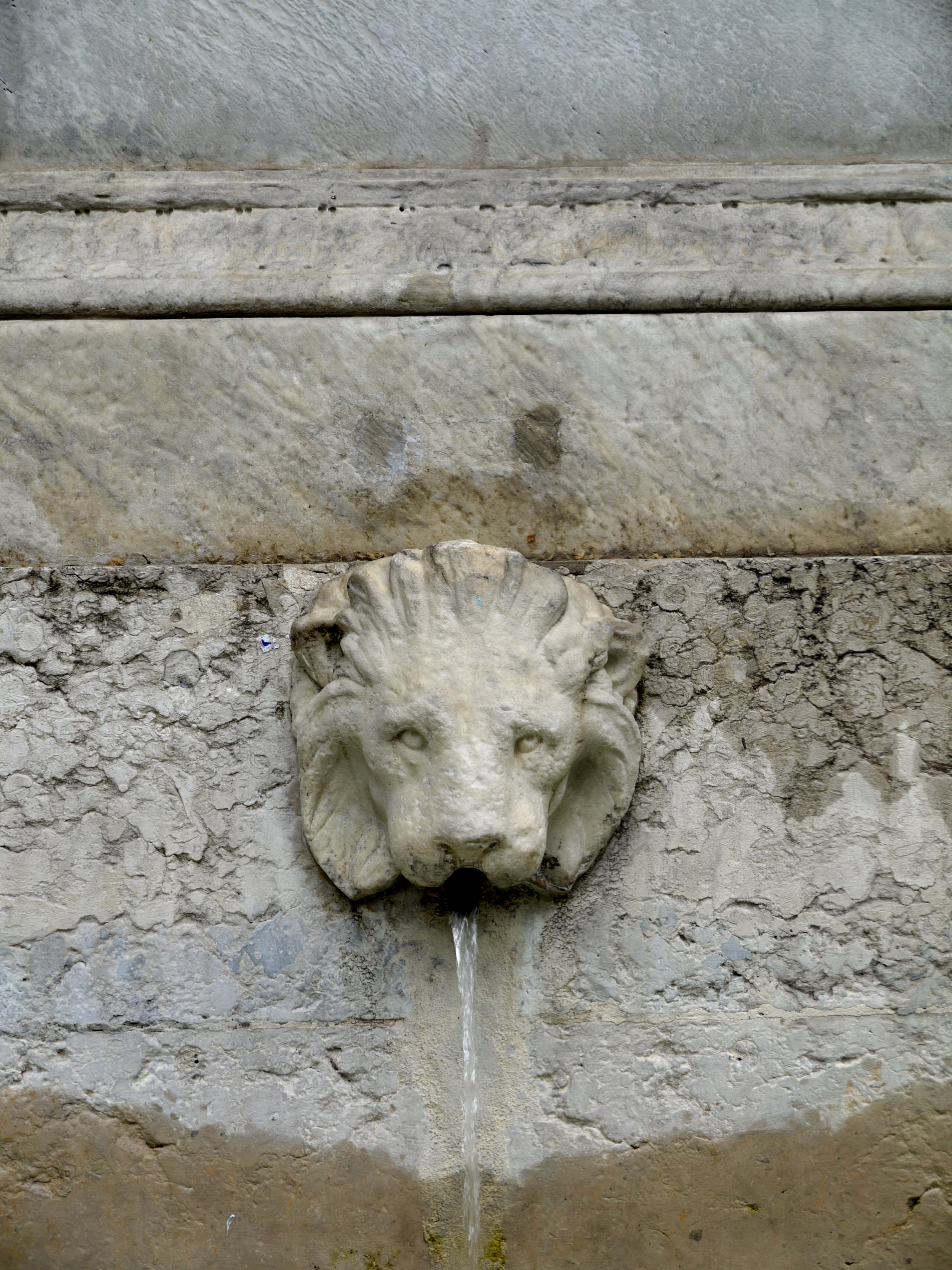
Wasserspeiender Löwenkopf
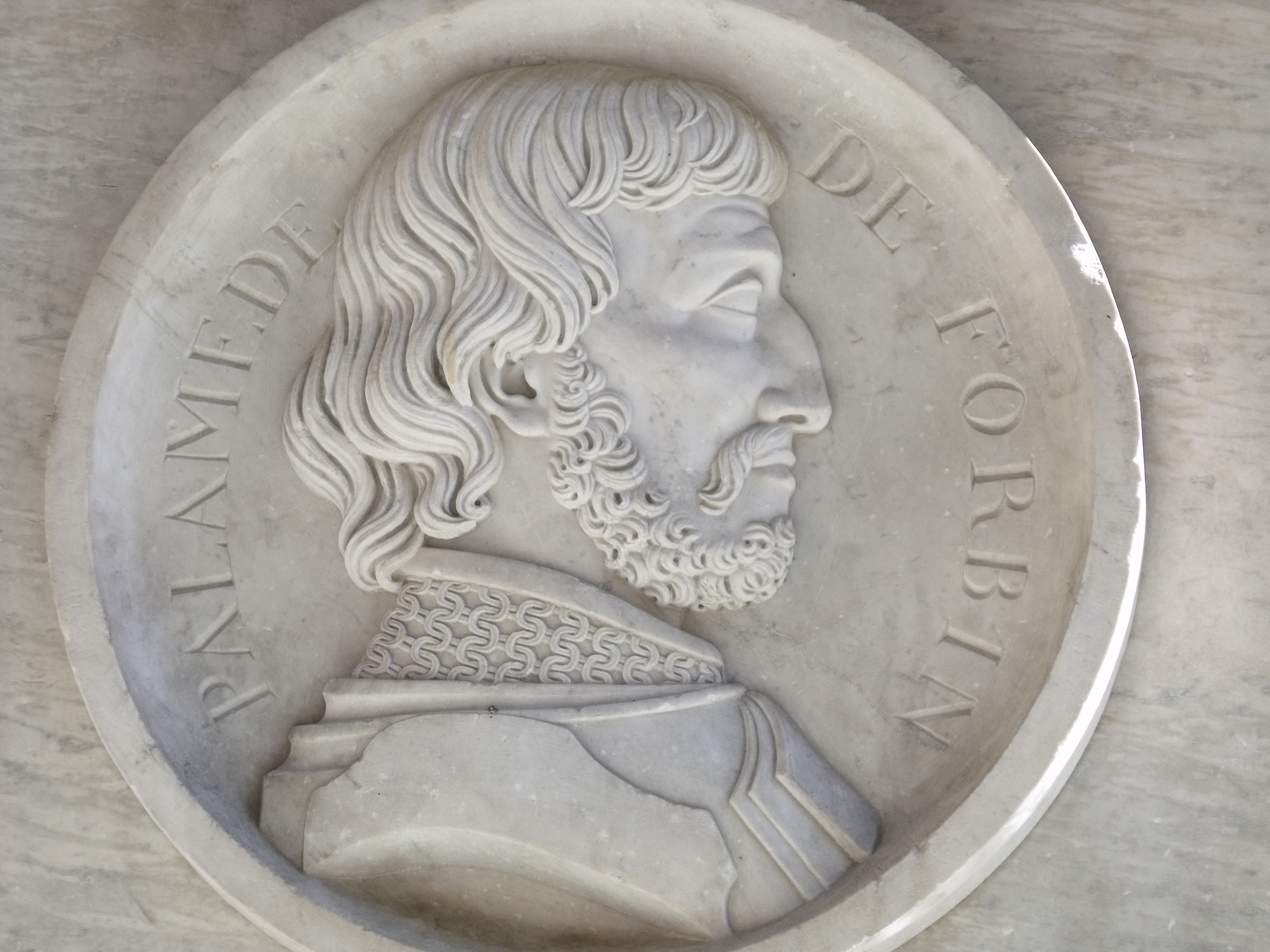
Palamède de Forbin
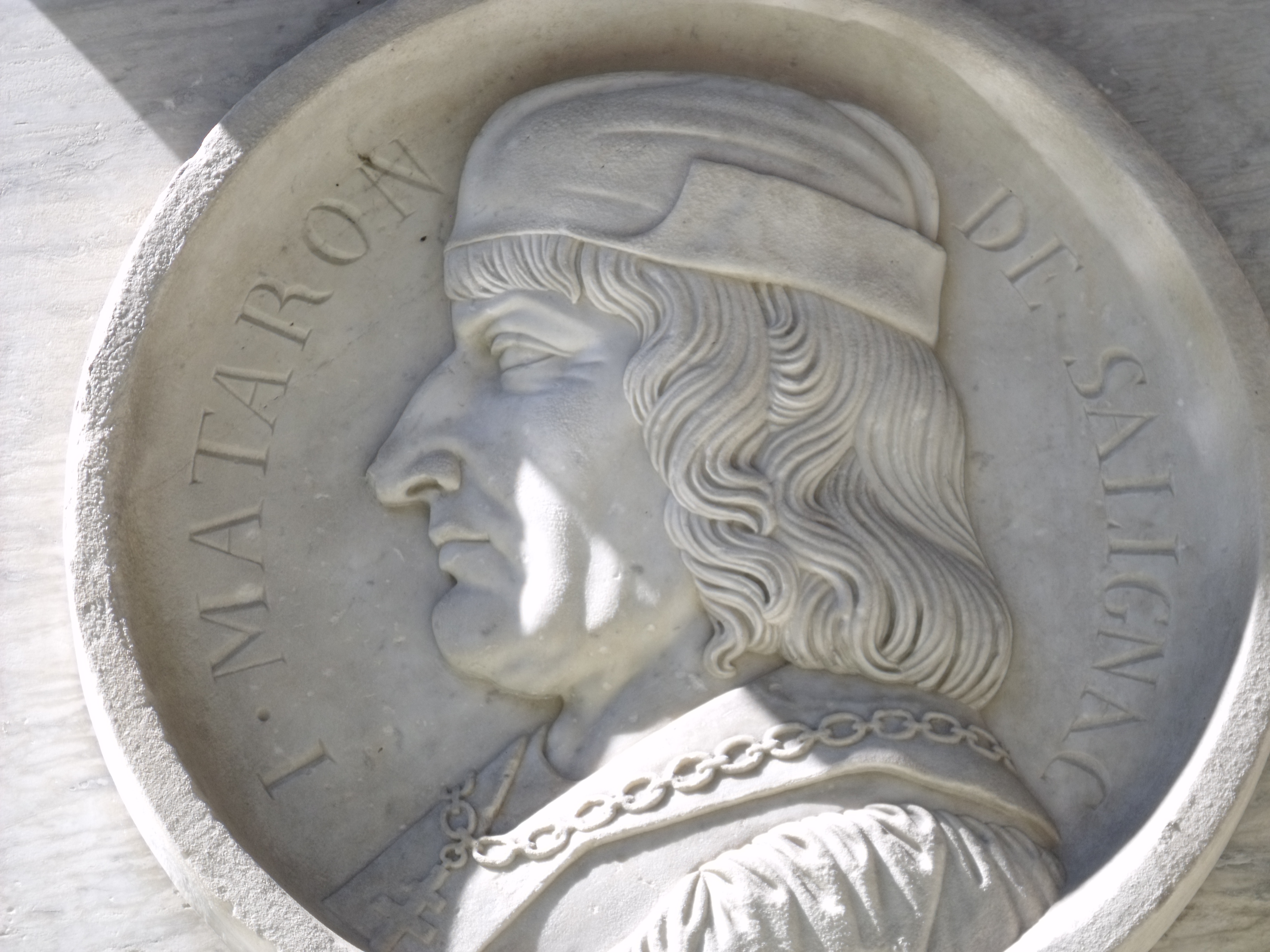
Jean Matheron de Salignac